# Chaetonotus naiadis
Chaetonotus naiadis is een buikharige uit de familie Chaetonotidae. De wetenschappelijke naam van de soort werd in 1995 voor het eerst geldig gepubliceerd door Balsamo & Todaro. De soort wordt in het ondergeslacht Chaetonotus geplaatst.